# Worms Forts: Under Siege
Worms Forts: Under Siege är ett 3D-spel från 2004 skapat av Team 17 och Sega. Det är det enda Wormsspelet som utspelar sig under medeltiden. Spelet har samma uppbyggnad som de övriga Wormsspelen med undantaget att det i Worms Forts: Under Siege är möjligt att bygga byggnader samt att de vapen som används är från medeltiden, såsom armborst, katapulter och så vidare.